# Vroom Vroom
Vroom Vroom is een ep van Britse singer-songwriter Charli XCX in nauwe samenwerking met producer SOPHIE. De ep werd gekenmerkt als een keerpunt in XCX' carrière vanwege het sterke contrast met haar vorige mainstream-popalbum Sucker.

## Achtergrond

### Totstandkoming
Charli XCX verwierf bekendheid in 2012 met de single 'I Love It' in samenwerking met Icona Pop. Ze ervaarde vervolgens vooral veel commercieel succes met singles als Fancy met Iggy Azalea en Boom Clap van haar tevens commercieel succesvolle tweede studioalbum Sucker. In een interview met Glamour vertelde ze dat ze trots was op de muziek die ze toen maakte, maar dat het niet het soort muziek was dat ze zelf graag luisterde. Via haar vriendje kwam XCX in contact met muziekproducent SOPHIE, bekend door haar futuristische kijk op popmuziek. Samen brachten zij de ep tot stand.

### Vroom Vroom Recordings
Voor de release van de volledige ep kondigde Charli XCX aan dat ze een nieuw platenlabel was begonnen genaamd Vroom Vroom Recordings, waar 'Vroom Vroom' onder zou verschijnen. De singer-songwriter verklaarde de label aan The Fader als haar 'nieuwe, experimentele pop-label' en vertelde dat het haar 'liefde voor bubblegumpop met mysterie en duisternis' zou combineren. Ze noemde RIVRS en CuckooLander als twee nieuwe artiesten die bij het label waren aangeschoven. Voor de Netflix-documentaire I'm With The Band zette XCX de groep Nasty Cherry op, die vervolgens ook bij Vroom Vroom Recordings ingeschreven staan. 'Vroom Vroom' is de enige release gebleven van XCX zelf die onder dit label is verschenen.

## Tracklist
Credits zijn afkomstig van Spotify.
| 1.                 | Vroom Vroom                   | Charlotte Aitchison, Noonie Bao, Amanda Lucille Warner, Sophie Xeon | SOPHIE              | 3:13 |
| 2.                 | Paradise (met Hannah Diamond) | Aitchison, Bao, A.G. Cook, Martin Stilling, Xeon                    | SOPHIE              | 3:02 |
| 3.                 | Trophy                        | Aitchison, Bao, Warner, Patrik Berger, Xeon                         | SOPHIE              | 2:39 |
| 4.                 | Secret (Shh)                  | James Allen Clarke, Jesse St. John Geller, Jessica Karpov, Xeon     | SOPHIE, Jodie Harsh | 3:25 |
| Totale duur: 12:19 |                               |                                                                     |                     |      |